# Георги Лвов
Георги Евгениевич Лвов (на руски: Георгий Евгеньевич Львов) е руски дворянин, княз. Държавник, министър-председател на Русия от 15 март до 21 юли 1917 г.

## Ранни години
Представител на княжеския род Лвови (Рюриковичи). Баща му е княз Евгений Владимирович Лвов който живее от 1817 до 1896, алексински предводител на аристокрацията, майка му е Варвара Алексеевна Мосолова, която живее от 1828 до 1904 г. Семейството не е богато, притежават имението Поповка в Тулска провинция. По-големият му брат Алексей оглавява Московското живописно училище от 1896. Другият брат Владимир ръководи Московския главен архив към Министерството на външните работи.
Георги Евгениевич Лвов завършва частната Поливановска гимназия в Москва (1881) и юридическия факултет към Московския университет (1885). Става тулски земевладелец (помещик), като същевременно работи в съдебните и земските (местни органи за самоуправление) органи в Тулската провинция. Той много скоро си извоюва широка популярност като земски деец: председател на Тулската провинциална управа (1903 – 1906) и участник на земски конгреси. Землякът му княз Лев Толстой, който познава цялото семейство Лвови, одобрява неговата дейност. През 1901 година в Богородицкото имение княз Лвов се оженил за Юлия, по-малката дъщеря на собственика на имота, граф А.П. Бобрински. Родът на Бобрински произхожда от извънбрачния син на Екатерина II. Избраницата на княза е с лошо здраве и почива след две години брак, от който те нямат деца.

## Обществена и политическа дейност
Участник е в земската опозиционна група „Беседа“ и либералното движение ‘Съюз на освобождението’. През 1906 г. Лвов е избран за депутат в Държавната Дума – първото руско народно събрание, избрано с гласуване. Там Лвов оглавява лечебно-хранителния комитет с широки благотворителни цели: с парите на правителството и руски и чуждестранни финансови организации се строят пекарни, столове, санитарни пунктове за гладуващите, бездомните и жертвите от пожари. Оказва помощ на преселниците в Сибир и Далечният Изток на Русия. За да изучи работата с преселници през 1909 година посещава САЩ и Канада.
От 1905 година Лвов членува в Конституционно-демократическата партия (кадетите), но от 1911 година става член на Московския комитет на партията на прогресистите. През 1913 година, след оставката на Н.И. Гучков, Г.Е. Лвов е избран от Московската градска дума за глава на град Москва, но кандидатурата му не е потвърдена от министъра на вътрешните работи Н.А. Маклаков. Това събитие става начало на продължителен конфликт между московското градско самоуправление и правителството. През 1913 Московската дума избира кандидати за поста още два пъти, но и те биват отхвърляни.
През 1914 година в Москва е проведен конгрес с участието на земства от цяла Русия и е създаден „Всеросийски земски съюз за помощ на болни и ранените военни“, оглавен от Лвов. За кратко време тази организация за помощ на армията с годишен бюджет 600 млн. рубли, става основен фактор за оборудването на болници и санитарни влакове, доставката на дрехи и обувки за армията (под нейно ръководство са 75 влака и 3 хиляди болници, в които получават помощ повече от 2,5 милиона болни и ранени войници и офицери). След година този съюз се обединява с Всеросийския градски съюз в единна организация – ЗЕМГОР. От 1915 до 1917 година Лвов оглавява обединения комитет на двата съюза, бори се и с корумпирането и политизацията на ЗЕМГОР. На конгреса на земските дейци през септември 1915 година той заявява: ‘’Толкова желаното от цялата страна мощно съчетание на правителствената с обществената дейност не се състоя’’.
От 1916 година името на Лвов фигурира в много списъци на предлаганите ‘’отговорно министерство’’ или ‘’министерство на доверието’’, което да замени съществуващото ‘’министерство на бюрокрацията’’.

## Министър-председател
На 2(15) март 1917 година Държавната дума назначава Лвов за министър-председател и министър на вътрешните работи на първото Временно руско правителство, като също така оглавява и първото коалиционно правителство. Важно е да се отбележи, че заедно с отричането си от престола император Николай II подписва указ за назначаването на Лвов като председател на Съвета на министрите (2(15) март 1917 година), но указът остава без внимание.
Провалът на юнските настъпления на руската армия на фронта и организираните от болшевиките юлски въстания довеждат до правителствена криза. На 7 (20) юли 1917 година Лвов подава оставка като глава на кабинета и министър на вътрешните работи. След него Временното правителство оглавява военният и морски министър Керенски.

## След революцията
След Октомврийската революция Лвов се заселва в Тюмен. През зимата на 1918 е арестуван и преместен в Екатеринбург. След 3 месеца Лвов и още двама арестанти (Лопухин и княз Голицин), са освободени предсрочно със забрана от напускане на града, но Лвов я нарушава и се промъква в Омск, окупиран от въстаналия Чехословашки корпус. Временното Сибирско правителство начело с П. Вологодски изпраща Лвов в САЩ (тъй като се смятало, че именно тази държава е способна да окаже най-бързата и ефективна помощ на антиболшевишките сили), за да се срещне с президента Удроу Уилсън и другите правителствени дейци и да получи помощ от бившите съюзници на Русия от Първата световна война. През октомври 1918 година Лвов пристига в САЩ, но закъснява – през ноември същата година Първата световна война завършва, започва подготовка за мирната конференция в Париж, където се премества и световният политически център. Не добивайки никакви практически резултати в САЩ, Лвов се връща във Франция, където от 1918 до 1920 година участва в управлението на Руското политическо съвещание в Париж. Свързан е тясно със системата за помощ на руските емигранти, като предава на тяхно разположение средства от ЗЕМГОР, съхранявани в Националната банка на САЩ. По-късно се оттегля от политическа дейност и заживява в Париж. Прехранва се със занаятчийски труд, пише мемоари.
Умира в Париж и е погребан в гробището Сен Женевиев де Боа.
Негов паметник е издигнат в Алексин, а в градския музей има малка изложба за живота му. В Поповка има и друг паметник срещу местната църква и плакат на стената на основаното от него местно училище.